# Холм (Нямц)
Холм (рум. Holm) — село у повіті Нямц в Румунії. Входить до складу комуни Пинчешть.
Село розташоване на відстані 283 км на північ від Бухареста, 60 км на схід від П'ятра-Нямца, 44 км на південний захід від Ясс.

## Населення
За даними перепису населення 2002 року у селі проживали 212 осіб, усі — румуни. Усі жителі села рідною мовою назвали румунську.